# Hicham Mahou
Hicham Mahou (* 2. Juli 1999 in Nizza) ist ein marokkanisch-französischer Fußballspieler.

## Karriere

### Verein
Mahou begann seine Laufbahn in der Jugend des OGC Nizza. Im Mai 2016 spielte er erstmals für die zweite Mannschaft im viertklassigen CFA. Bis Saisonende kam er zu insgesamt zwei Ligaeinsätzen für die Reserve. Im Dezember 2016 debütierte er beim 2:1-Sieg gegen den FK Krasnodar für die Profimannschaft in der Europa League, als er in der 68. Minute für Anastasios Donis eingewechselt wurde. Sein Debüt in der Ligue 1 gab er schließlich im Mai 2017 beim 3:3-Remis gegen Olympique Lyon am letzten Spieltag der Saison 2016/17, als er in der 75. Minute für Donis ins Spiel gebracht wurde. Für die zweite Mannschaft absolvierte er in jener Saison 15 Spiele im CFA, in denen er zweimal traf. In der folgenden Spielzeit kam der Stürmer zu drei Einsätzen in der höchsten französischen Spielklasse. Außerdem spielte er 21-mal für die Reserve in der zuvor in National 2 umbenannten vierten Liga und schoss dabei zwei Tore. In der Spielzeit 2018/19 bestritt er 19 Partien in der National 2 und erzielte dabei vier Treffer, für die Profis kam er in jener Saison lediglich im Ligapokal zum Einsatz. Die Reserve stieg schlussendlich als Tabellenletzter ihrer Gruppe in die National 3 ab. In der Saison 2019/20 absolvierte Mahou zehn Spiele in der fünften französischen Spielklasse und erzielte dabei zwei Tore, ehe er Anfang 2020 an den Drittligisten Red Star Paris verliehen wurde. Bis zum COVID-bedingten Abbruch der Saison bestritt er vier Partien in der National 1. Im Sommer 2020 kehrte er zum OGC Nizza zurück. In der nächsten Spielzeit absolvierte er sechs Spiele in der National 3, wobei er einmal traf, und zwei Spiele in der Ligue 1, bevor er Anfang 2021 an den Schweizer Erstligisten FC Lausanne-Sport verliehen wurde. In Lausanne fungierte er als Stammspieler und kam bis Saisonende zu 21 Partien in der Super League, in denen er zwei Tore schoss. Im Sommer 2021 wurde er fest verpflichtet.

### Nationalmannschaft
Mahou spielte zwischen 2014 und 2015 insgesamt achtmal für die französische U-16-Auswahl.